# Bob Gunton
Bob Gunton (* 15. listopadu 1945 Santa Monica, Kalifornie, USA) je americký herec. V roce 1994 si zahrál jednu z hlavních rolí, ředitele věznice, ve filmu Vykoupení z věznice Shawshank. Po dobu 31 epizod hrál v seriálu 24 hodin. Za svou roli v muzikálu Evita byl nominován na cenu Tony Award.